# La situation est grave mais... pas désespérée !
Pour plus de détails, voir Fiche technique et Distribution.
La situation est grave mais... pas désespérée ! est un film français réalisé par Jacques Besnard, sorti en 1976, qui est l'adaptation d'une pièce de théâtre de Pierre Germont.

## Synopsis
Sophie, vicomtesse de Valrude, se croit veuve depuis que son mari a disparu en Amazonie. Bertrand, un promoteur immobilier qui partage désormais sa vie, invite chez elle le ministre de la Qualité de la Culture, qu'il compte utiliser pour redresser des affaires fort peu florissantes. C'est ainsi que ce dernier débarque au château en compagnie de sa secrétaire et maîtresse. Mais, au même moment, un gangster qui a échappé à la police trouve refuge dans le parc. Et Philippe, le mari de Sophie, réapparaît. Soucieux de ne pas effrayer sa femme, il se cache dans les placards. Quant à l'inspecteur Landrin, il tente de mettre la main sur le truand en cavale.

## Fiche technique
- Réalisateur : Jacques Besnard
- Scénario : Jacques Besnard, Michel Cousin et René Havard, d’après une pièce de Pierre Germont[1]
- Dialogue : Jean Amadou
- Musique : Guy Mardel et Henri Bourtayre
- Chanson : Charlotte Julian
- Décors : Théo Meurisse
- Image : Marcel Grignon
- Cascades : Rémy Julienne
- Pays d'origine : France
- Langue : français
- Format : couleur - 1,66:1 - 35 mm - son Mono
- Durée : 100 minutes (1 h 40)
- Genre : comédie
- Date de sortie : France : 31 mars 1976

## Distribution
- Jean Lefebvre : Bertrand Duvernois, l'amant de Sophie
- Michel Serrault : Jean-Pierre Mazard, le ministre
- Maria Pacôme : la vicomtesse Sophie de Valrude
- Daniel Prévost : l'inspecteur Landrin
- Cécile Vassort : Annie, la bonne
- Jean Puyberneau : Honoré, le maître d'hôtel
- Catherine Serre : Liliane, la maîtresse du ministre
- Henri Guisol : le comte Alexandre de Valrude
- Gabriel Cattand : le vicomte Philippe de Valrude
- Colette Teissèdre : Florence Mazard, la femme du ministre
- Henri Czarniak : René Delacroix, le gangster
- Bernard Tiphaine : le chef de cabinet
- Henry Djanik

## Lieux de tournage
Les scènes se déroulant au château ont été tournées au château de Nandy à Nandy en Seine-et-Marne, devant la porte et dans le parc du Château de Rueil à Seraincourt, dans le Val-d'Oise et dans la chapelle de ce château.